# Binodoxys hirticaudatus
Binodoxys hirticaudatus är en stekelart som först beskrevs av Jaroslav Stary 1983.  Binodoxys hirticaudatus ingår i släktet Binodoxys och familjen bracksteklar. Inga underarter finns listade.